# Козлово (Топкинський округ)
Козло́во (рос. Козлово) — присілок у складі Топкинського округу Кемеровської області, Росія.

## Населення
Населення — 133 особи (2010; 165 у 2002).
Національний склад (станом на 2002 рік):
- росіяни — 97 %